# Helina longicornis
Helina longicornis este o specie de muște din genul Helina, familia Muscidae. A fost descrisă pentru prima dată de Zetterstedt în anul 1838. Conform Catalogue of Life specia Helina longicornis nu are subspecii cunoscute.